# RoboCop: Rogue City
『RoboCop: Rogue City』（ロボコップ: ローグ シティ）は、テヨンが開発し、Naconより2023年11月2日に発売されたゲームソフト。マルチプラットフォームにて販売。
PS5版に関して、日本ではパッケージ版を3gooが2023年11月30日に発売している。

## 概要
映画『ロボコップ』を原作としたゲーム作品。『ロボコップ2』と『ロボコップ3』との間を繋ぐオリジナルストーリーを展開する。ED-209や2作目に登場したロボコップ2号機、UEDも作中に登場する。また、映画の第一作、第二作でロボコップを演じていたピーター・ウェラーが声優としてロボコップを再び演じている。

## ストーリー
新たな犯罪王の出現により、混沌に陥ったデトロイト。街の秩序を取り戻すため、ロボコップは難解な事件に立ち向かう。

## 登場人物

### 主要人物
アレックス・マーフィ / ロボコップ（Alex Murphy / RoboCop）
声：ピーター・ウェラー
主人公。サイボーグ警官。
アン・ルイス（Anne Lewis）
ヒロイン。ロボコップの相棒。
ウォーレン・リード巡査部長（Warren Reed）
ロボコップやルイスの上司。
オリビア・ブランシェ（Olivia Blanche）
警察心理士。ロボコップのカウンセリングを担当する。
サマンサ・オーティス（Samantha Ortiz）
「メディアブレイク」に出演する女性リポーター。オムニ社を追っている。
ユリシーズ・ワシントン（Ulysses Washington）
新人の警察官。ベッカーよりロボコップの監視を命じられる。
ピクルス（Pickles）
ホームレス。警察官に協力的で、情報屋として行動する。

### 犯罪者
ウェンデル・アントノウスキー（Wendell Antonowsky）
「デトロイトの新顔」と呼ばれる危険人物。映画1作目に登場したエミール・アントノウスキーの兄。
スパイク（Spike）
バイカーギャング「ストリート・バルチャー」のリーダー。縄張り意識が強く兇悪。
スート（Soot）
パンク・ロック系ギャング「トーチヘッド」のリーダー。ヌークを売り捌いている。

### OCP（オムニ社）
オールドマン（Old Man）
会長。本作では病に蝕まれている。
マックス・ベッカー（Max Becker）
安全構想部門部長。ロボコップやデトロイト市警に対して、常に嫌味な態度で振舞う。
モーガン技術士（Morgan）
ロボコップの保守を担当する技術者。

### その他
マーヴィン・キューザック市長（Marvin Kuzak）
デトロイト市長。ミルズと市長の座を争う。
ジョン・ミルズ（John Mills）
キューザックのライバルで、市長の座を狙う政治家。オムニ社と関わりを持つ。
映画全作品に登場している人物として、エレン・マーフィ（Ellen Murphy）、ジミー・マーフィ（Jimmy Murphy）、ケイシー・ウォン（Casey Wong）が劇中に登場する。
その他に映画1作目からはカプラン巡査（Kaplan）、マンソン巡査（Manson）、ラミレス巡査（Ramirez）、スタークウェザー巡査（Starkweather）、セシル巡査（Cecil）、チェスマン巡査（Chessman）が登場。映画2作目からはエステべス巡査（Estevez）、ウィテカー巡査（Whitakker J.）、ステフ巡査（Stef）が劇中に登場している。